# Eline Powell
Eline Powell (bürgerlich Eline Pauwels, * 12. April 1990 in Leuven, Belgien) ist eine in Belgien geborene Fernseh- und Filmschauspielerin, die hauptsächlich im englischsprachigen Raum aktiv ist. Weitreichende Bekanntheit erlangte sie durch ihre Hauptrolle als Ryn in der US-amerikanischen Fernsehserie Mysterious Mermaids (OT.: Siren) des Senders Freeform.

## Leben und Karriere
Powell wurde als Eline Pauwels in Leuven, Belgien geboren und ist die Tochter von Rudi Pauwels und Carine Claeys, die Mitgründer des Unternehmens Tibotec sind. Bis zum Alter von 14 Jahren lebte sie hauptsächlich in Mechelen, bis sie, nach einer kurzen Zeit in der Schweiz, mit ihrer Familie nach England umsiedelte, wo sie an der Royal Academy of Dramatic Arts in London ihren Abschluss in Schauspiel machte. Im Dezember 2018 gab sie ihre Verlobung mit dem britischen Regisseur Lee Lennox bekannt.

## Filmografie
- 2011: For Elsie
- 2012: Quartett
- 2012: Private Peaceful
- 2012: The Fear
- 2014: Anita B.
- 2016: Stoner Express
- 2016: Game of Thrones
- 2017: Novitiate
- 2017: King Arthur: Legend of the Sword
- 2018–2020: Mysterious Mermaids (OT.: Siren)
- 2024: Alex Rider